# John Sullivan
John Lawrence Sullivan (15. října 1858, Roxbury, Boston, Massachusetts, USA – 2. února 1918, Abington, Massachusetts, USA) je uznáván jako první šampion v těžké váze moderního boxu.

## Život
Narodil se v Roxbury v Bostonu, rodiče pocházeli z Irska, jeho otec Mike Sullivan z Abbeydorney, Hrabství Kerry a jeho matka Catherine Kelly z Athlonu, Hrabství Westmeath/Hrabství Roscommon. Sullivan byl přezdíván The Boston Strongboy (Bostonský silák). Jako mladík byl několikrát uvězněn za účast v tehdy zapovězených zápasech. Vydal se tedy na exhibiční turné, kde za finanční odměnu vyzýval lidi k zápasu s jeho osobou. V období 1883-1884 jezdil od pobřeží k pobřeží ještě s dalšími pěti boxery. Zavázal se k uskutečnění 195 představení ve 136 různých městech USA, což se mu podařilo v pouhých 238 dnech. Pomoci prosadit jeho cíl, přislíbil Sullivan, že bude boxovat s každým a kdykoliv v průběhu jeho turné podle Queensberrských pravidel za odměnu 250 $. Údajně asi 30 zápasů vyhrál k.o., avšak neexistuje jediný důkaz který by toto potvrdil či vyvrátil.

## Vítězství
V Sullivanově době neexistovaly žádné formální boxerské tituly. Stal se „mistrem“ až po výhře nad Paddy Ryanem, který byl veřejně uznáván Mistrem těžké váhy v USA, ne však celosvětově. Tím se stal Sullivan až po zápase s Charley Mitchellem ve Francii v roce 1888 a následné výhře nad Jakem Kilrainem, kterého porazil v 75 kole k.o. Zápas byl vypsán na 80 kol! Ale vpravdě, žádný zápas v této době nebyl uznáván jako určující mistra světa těžké váhy. První mistrovský pás byl udělen Johnu L. Sullivanovi skupinou lidí z Bostonu 8. srpna 1887, což inspirovalo společnost k předávání a uznávání těchto titulů. Na tomto pásu z roku 1887 bylo napsáno: “Darováno vítězi vítězů, Johnu L. Sullivanovi, od obyvatel U.S.A.“. Dále na něm byly zobrazeny vlajky U.S.A.,Irska a Velké Británie. Sullivan se však s Mitchellem potkal už dříve, v roce 1883 ho Mitchell porazil v prvním kole k.o., jejich společná odveta však vypadala úplně jinak. Trvala více než dvě hodiny, oba muži byli od sebe k nerozpoznání a utrpěli velkou ztrátu krve. Stěží už jen zvedali paže k úderu a výsledek zápasu byl uznán za nerozhodný. Na místo konání pak dorazilo i místní četnictvo a uvěznilo Mitchella z důvodu porušení zákazu boxování ve Francii. Sullivan dokázal úřadům uniknout, ovázán obvazy byl odvezen zpět do Velké Británie, kde strávil několik týdnů v rekonvalescenci.

## Sullivan vs Kilrain

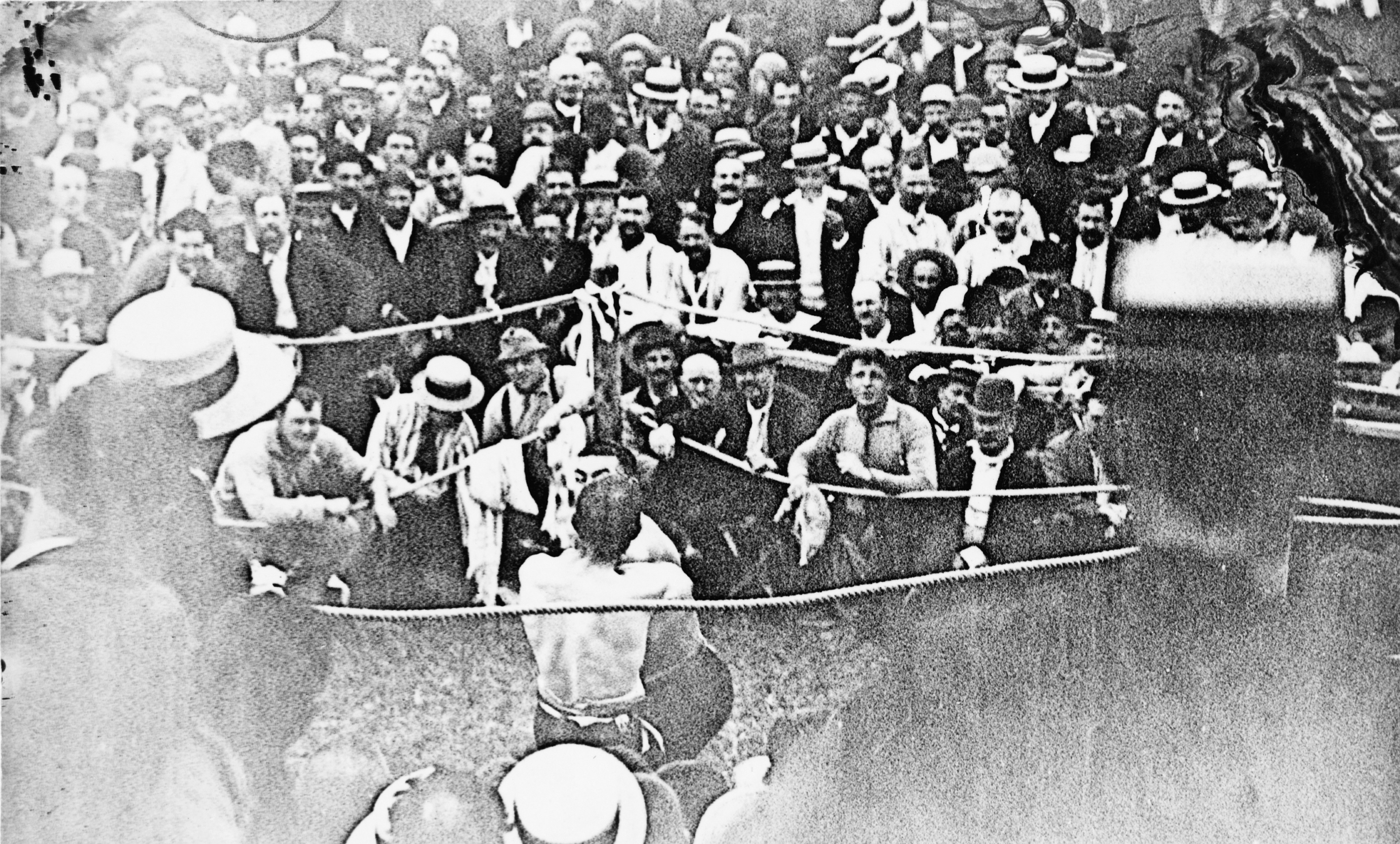
Zápas Sullivan vs. Kilrain

Tento zápas mezi Sullivanem a Kilrainem se považuje za zvrat v boxerské historii. Byl to poslední zápas o mistra světa podle tzv. Londýnských pravidel. Nejprve novináři prosazovali předzápasové reportáže z treningových center borců a oddávali se spekulacím kde se zápas uskuteční. Centrem aktivit bylo New Orleans, avšak konání zápasu v tomto městě zakázal místní guvernér. Sullivan se na toto klání připravoval 4 měsíce pod vedením svého trenéra Williama Muldoona, jehož největší starostí bylo, jak dostat Sullivana z pití alkoholu. Rochesterský novinář Arch Merril vypověděl, že se Sullivan občas “osvobodil“ od svého dozorce a následný řev trenéra byl prý slyšet po celé čtvrti. Osobně si pro něj vždy došel do baru odkud ho odvedl zpátky do kempu.

## Sullivanův odchod

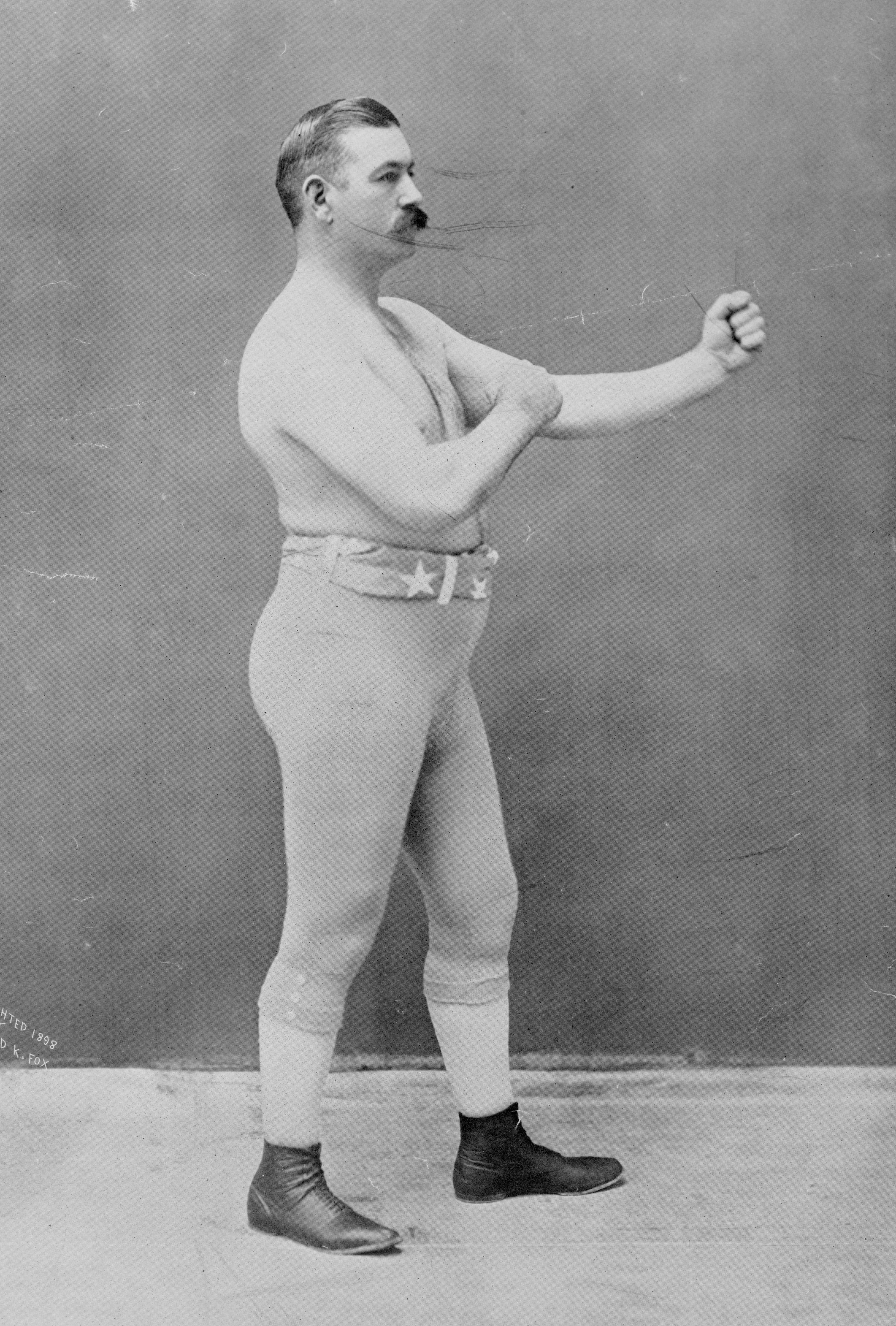
John L. Sullivan, 1898

V roce 1892 Sullivan přijal nabídku obhajovat svůj titul proti Jamesi J. Corbettovi, přezdívaného "Gentleman Jim". Zápas se konal 7. září a Sullivan byl poražen KO v 21. kole. John L. Sullivan byl posledním profesionálním boxerem, který boxoval ještě v éře, kdy se nepoužívaly rukavice. Po této porážce Sullivan odešel do Abingtonu v Massachusetts, ale během 12 let se objevil v několika dalších exhibicích, včetně tříkolové exhibice proti Thomasi Sharkeymu a závěrečné dvoukolové proti Jimu McCormickovi, která se konala v roce 1905 v Grand Rapids v Michiganu.
Později se živil také jako divadelní herec, řečník, baseballový rozhodčí, sportovní reportér a majitel baru. Ve svých pozdějších letech, Sullivan zvítězil nad svou celoživotní závislostí na alkoholu a stal se podporovatelem prohibice.
Nadváha a dlouhodobý nezdravý styl života, způsobený nadměrnou konzumací tučných potravin a alkoholických nápojů, jakož i trvalé následky z dlouhých a tvrdých zápasů způsobily Sullivanovi značné zdravotní potíže, díky nimž 2. února 1918 ve věku 59 let zemřel. Je pohřben na hřbitově Old Calvary Cemetery ve městě Roslindale v sousedství Bostonu. Zemřel s necelými 10 dolary v kapse.